# Yin fu Jing

Yin fu Jing - text clasic chinez, dadând din secolul XXVII î.e.n. contemporan cu Împăratul Huang Di.

## Legenda
Chinezilor le place să atribuie o mare antichitate clasicilor lor și potrivit Catalogului Kai long al Bibliotecii Imperiale, autorul cărții Yin fu Jing [陰符經] a fost contemporan cu Huang Di [皇帝], Împăratul Galben, despre care se zice că ar fi trăit în secolul XXVII î.e.n. Erudiția vastă asociată cu viața și activitățile lui Huang Di are un caracter legendar.
Așa cum este adesea cazul cu Venerabilii din trecut, cu nașterea sa sunt asociate miracole. El a fost numit, ca și împărații de după aceea, „Fiul Cerului” [[[tian zi]], 天子]. Tatăl său se zice că a fost Zeul Tunetului și mama sa a rămas însărcinată după ce a fost martoră la o strălucitoare scăpărare a fulgerului. Se povestește mai departe că gestația a durat 25 de luni, că el a fost născut pe un munte, începând să vorbească imediat după nașterea sa. Fără îndoială, Huang Di a fost unul dintre cei mai iluștri împărați chinezi, pentru că el este așezat în fruntea celor Cinci Di, sau suverani care au domnit în zorii istoriei.
Legenda povestește că, în anumite ocazii, el convoca pe muntele Dai (un munte sacru din China de miazănoapte) o procesiune de monștri ciudați, ce includea tigri, pantere și urși, și că aceștia îl însoțeau, ulterior, la palatul său regal și luptau alături de el în bătălii. Totuși el a fost un atât de mare iubitor de pace încât fenixul [[[feng]], 鳳] se odihnea în grădina lui. Domnia sa, care a fost o perioadă creatoare mare și misterioasă, distinsă prin simpla și totuși adevărata prosperitate, se presupune că s-a întins din anul 2697 până în 2597 î.e.n. Se zice că Flăcările și Norii Măreți au fost funcționarii săi. Executarea îndatoririlor lor era însoțită de o muzică ceremonială numită Lacurile, Abisul, Cele Șase Glorii. Evenimentele domniei sale, ce s-au transformat în mit la începuturile ei, aveau o natură mai mult istorică către sfârșitul ei.
Huang Di a fost un mare binefăcător pentru poporul său, inventând calculul matematic, construind un calendar, împărțind imperiul în provincii, stabilind intervalele muzicale, fabricând unelte pentru prelucrarea lemnului și a metalelor, învățând construirea corăbiilor și a carelor cu roți, instituind circulația monetară, încurajând creșterea viermilor de mătase și făcând să se scrie o carte de tămăduire intitulată Un tratat asupra Interiorului care oferea sfaturi pentru prelungirea vieții. El a aplicat în viață preceptele din această lucrare, ajungând astfel la o vârstă fabuloasă; atunci când a trecut în Regatul Ceresc [[[tianguo]], 天國] se zice că au apărut fenixul [feng, 鳳] și licornul [Dragonul cal unicorn, qilin, 麒 麟] pentru a marca încheierea domniei sale fericite. Se zice chiar că la capătul vieții sale pământești a luat forma unui dragon și s-a însoțit pentru totdeauna cu Nemuritorii [[[xian]],仙]. Aceste fapte legendare pot fi considerate tipice pentru imageria simbolică în care chinezii își propagă adevărurile mitice.

## Paternitatea manuscrisului
Unele autorități atribuie paternitatea Yin fu Jing, nu lui Huang Di, ci învățătorului său, Kuang Zheng Zi, care, potrivit lui Li Xi Yue și altor cărturari, era o personificare a lui dao [道] și nimeni altul decât Lao zi însuși într-o stare de existență anterioară. Dacă lucrul acesta este admis, Yin fu Jing, are evident o dată mai timpurie în Canonul daoist decât însuși Dao de Jing.
Tradiția de mai sus cu privire la venerabilitatea și inspirația paternității Yin fu Jing oferă o oarecare indicație asupra locului pe care acest text îl deține în gândirea chineză, în special în Canonul daoist.
Mistica profundă ce se regăsește în Dao de Jing, a lui Lao zi, în Clasicul Purității și în celelalte lucrări daoiste timpurii are o calitate distinctivă. Ea atinge culmile transcendente din Unitatea lui dao însuși și totuși, cu o imagerie abundentă, ea se folosește de cele mai simple lucruri ale vieții de zi cu zi pentru a-i demonstra adâncimea. Pentru aceia care urmează calea sa, Porțile Veșniciei vor fi deschise, așa cum spune Zhuang Zi, și ei vor păși în Tărâmul Infinitului.

## Originea manuscrisului
Cele mai multe texte clasice chinezești au numeroase și diverse comentarii, iar Yin fu Jing nu face excepție de la această regulă. Tradiția înregistrează șase comentarii vechi, și anume: cel al lui Tai Gong (太公, sec. XII î.e.n.), al lui Fan Li (sec. V î.e.n.), al lui Gui Gu Zi [龜谷子], „Pustnicul din Valea Broaștei Țestoase” (sec. IV î.e.n.), al lui Kang Liang (care a murit în anul 189 î.e.n.), al lui Gu Guo Liang (181 234 e.n) și al lui Li Quan, care a trăit în timpul dinastiei Tang [唐] (pe la mijlocul secolului al VIII lea e.n.). Totuși, dintre aceste lucrări doar comentariul ultimului numit s-a păstrat, iar cărturarii chinezi de mai târziu susțin că însuși Li Quan pare să fi scris atât textul cât și comentariul. Li Quan pretindea că ar fi găsit manuscrisul într o grotă unde ar fi stat peste trei sute de ani. Eminenți cărturari chinezi sunt de acord că dacă el a falsificat clasicul, trebuie să fi fost un al doilea Kuang Zheng Zi. Cu toate acestea, toți sunt de acord în ceea ce privește profunzimea sa, puritatea și antichitatea învățăturilor sale.
În titlul Yin fu Jing, caracterul grafic chinez yin [陰] se referă la unul din principiile diadei primordiale yang yin [陽 陰]. El reprezintă aspectul feminin sau receptiv [pasiv] al lucrurilor; fu [符] înseamnă „o pecete care este făcută din două bucăți”. Caracterul autentic al acestei peceți este probată prin exactitatea cu care aceste părți pot să se potrivească una cu alta într o manieră complementară pentru a forma un întreg. Cele două bucăți ale peceții sunt Cerul [[[tian]], 天] și Pământul [[[tu]],土], Susul [[[shang]],上] și Josul [[[xia]], 下], Interiorul și Exteriorul. În realitate, acestea sunt totdeauna perfect integrate pentru că ele subzistă în mod ideal în tărâmurile spirituale. Din punct de vedere mistic, ele sunt una într-alta, operând subiectiv și obiectiv în curgerea veșnică în afară și înăuntru a vieții, a acțiunii și odihnei, a exprimării și receptării în perfectă armonie.

## Traduceri în limba română
- ***, Yin fu Jing. Cartea despre Armonia Întunericului, în Calea neștiutului Dao. Texte clasice daoiste, Traducere și îngrijire ediție: Mircea Iacobini, Editura Herald, Colecția Daoism, 2005, pp. 79-105, ISBN: 973-7970-33-0